# Robert Englund
Robert Barton Englund (født 6. juni 1947) er en amerikansk klassisk uddannet skuespiller bedst kendt for at spille den fiktive seriemorder Freddy Krueger i Nightmare on Elm Street-filmserien. Han er også kendt som stemmen bag Felix Faust i Justice League. Han har modtaget en Saturn Award som Best Supporting Actor for sin medvirken i A Nightmare on Elm Street 3: Dream Warriors i 1987 og A Nightmare on Elm Street 4: The Dream Master i 1988.
Englund blev født i Glendale i Californien som søn af Janis og Clyde Kent Englund, og har svensk herkomst. Englund undervistes i skuespil i en alder af tolv i et børneteater-program på California State University i Northridge. Mens han gik i high school deltog han i Cranbrook Theatre School (organiseret af Cranbrook Educational Community) i Bloomfield Hills. Han gik på California State University i tre år inden han overførtes til Oakland University i Michigan, hvor han blev uddannet på Meadow Brook Theatre, på det tidspunkt en filial af Royal Academy of Dramatic Art.